# Via Montebello (Ferrara)
Via Montebello appartiene alla parte rinascimentale di Ferrara, quella nata dopo l'Addizione Erculea. Inizia da corso della Giovecca e finisce in corso Porta Mare.

## Origini del nome

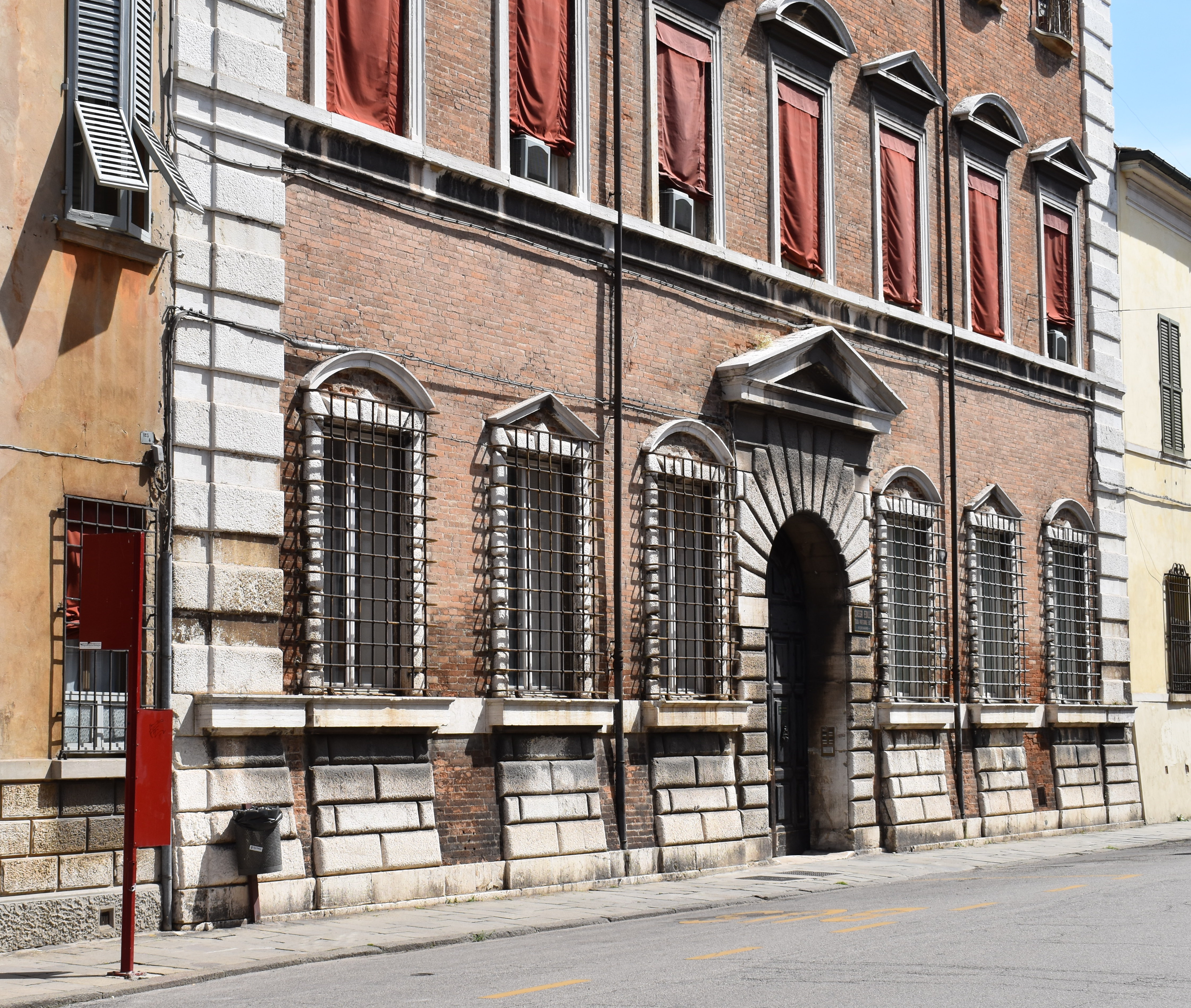
Palazzo Avogli Trotti

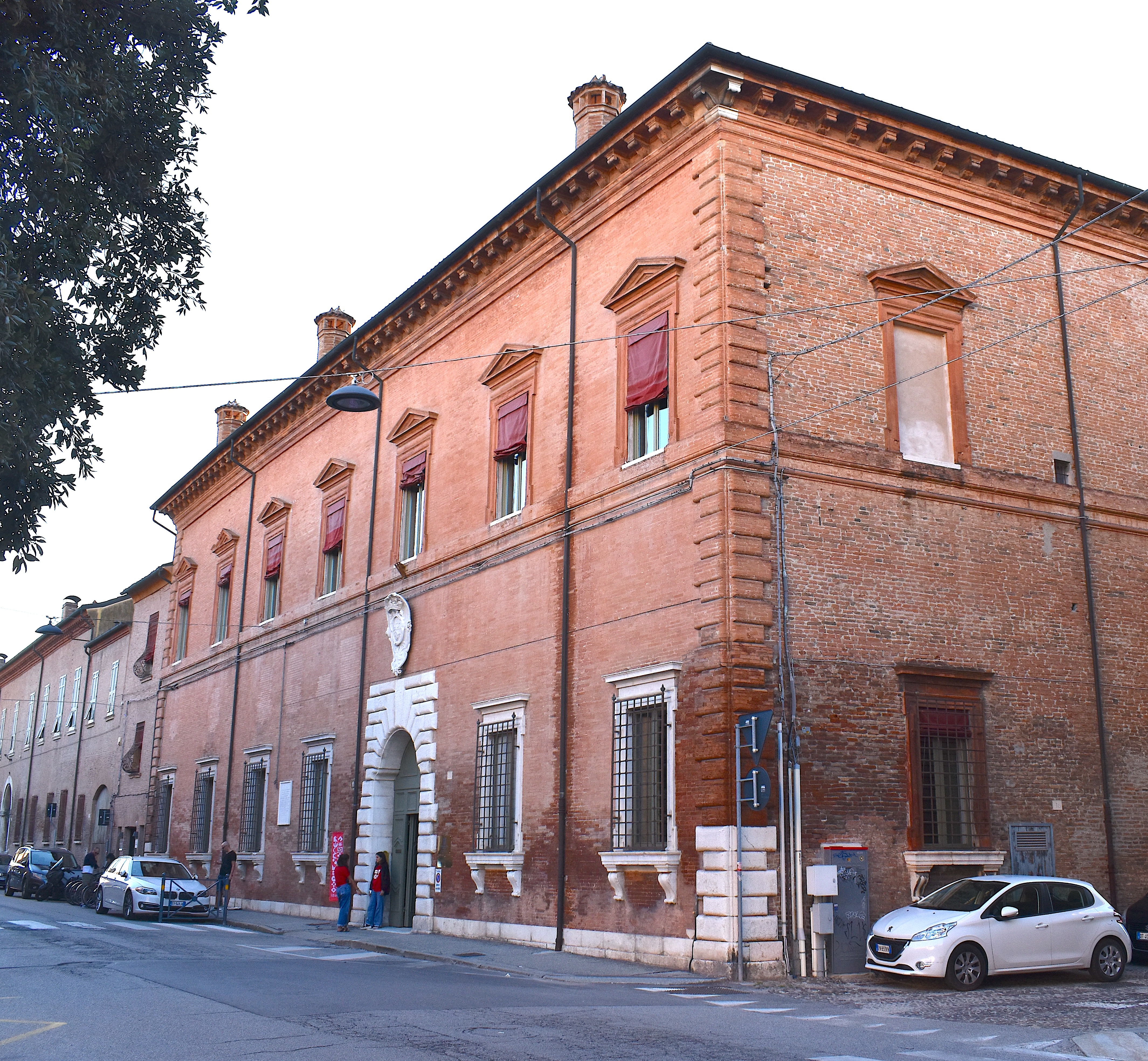
Palazzo Calcagnini

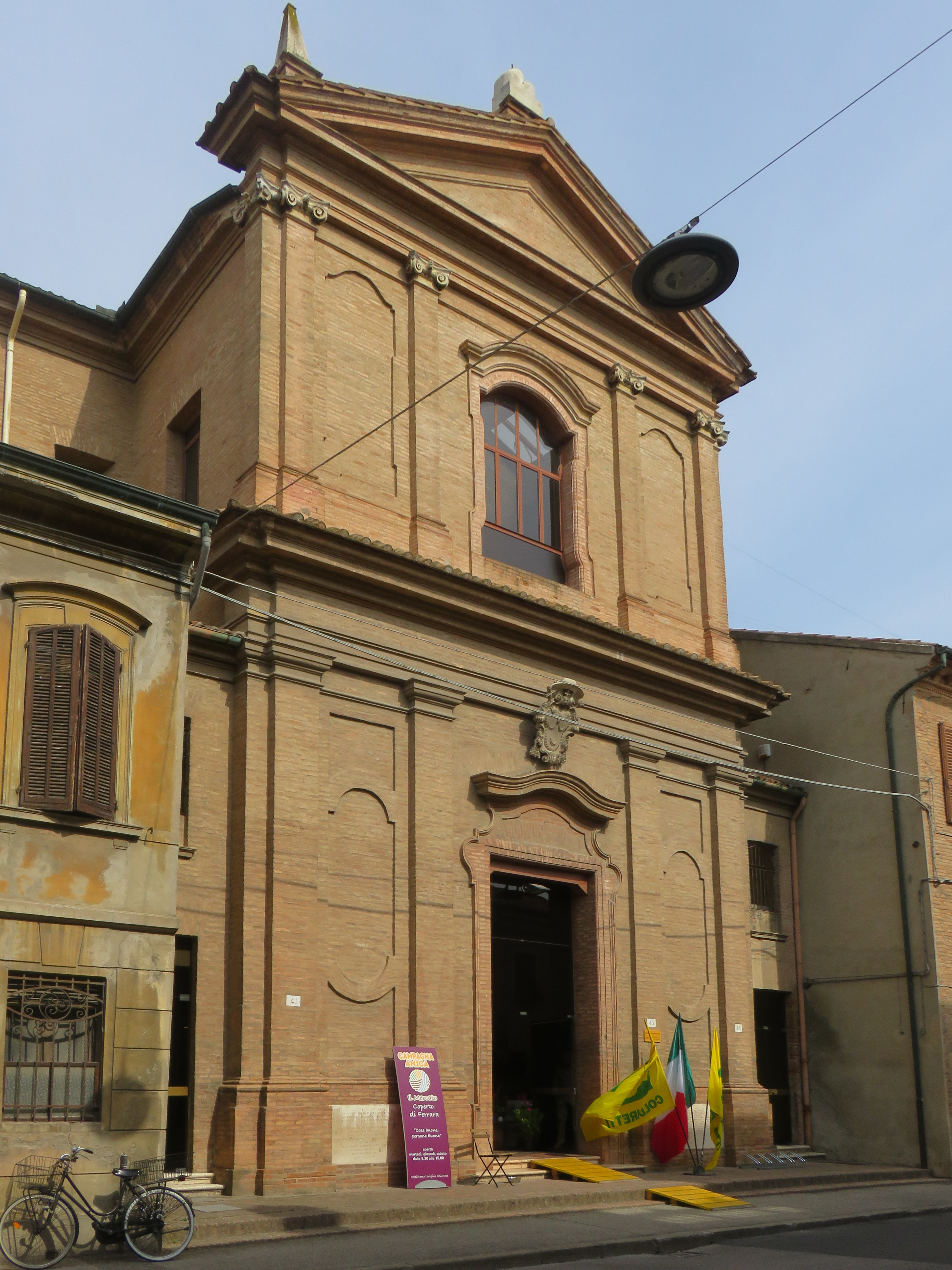
Chiesa di San Matteo

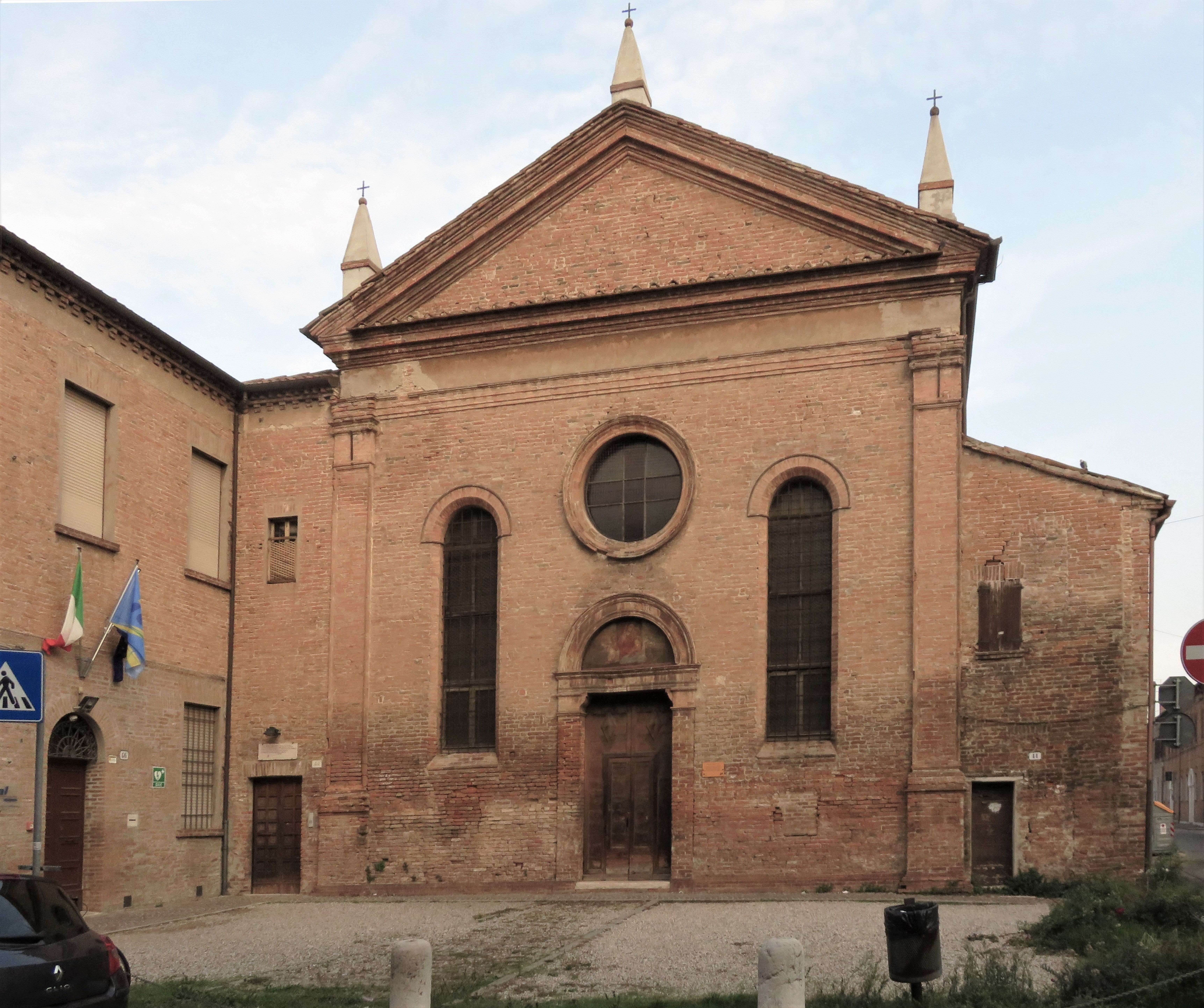
Chiesa di Santa Monica

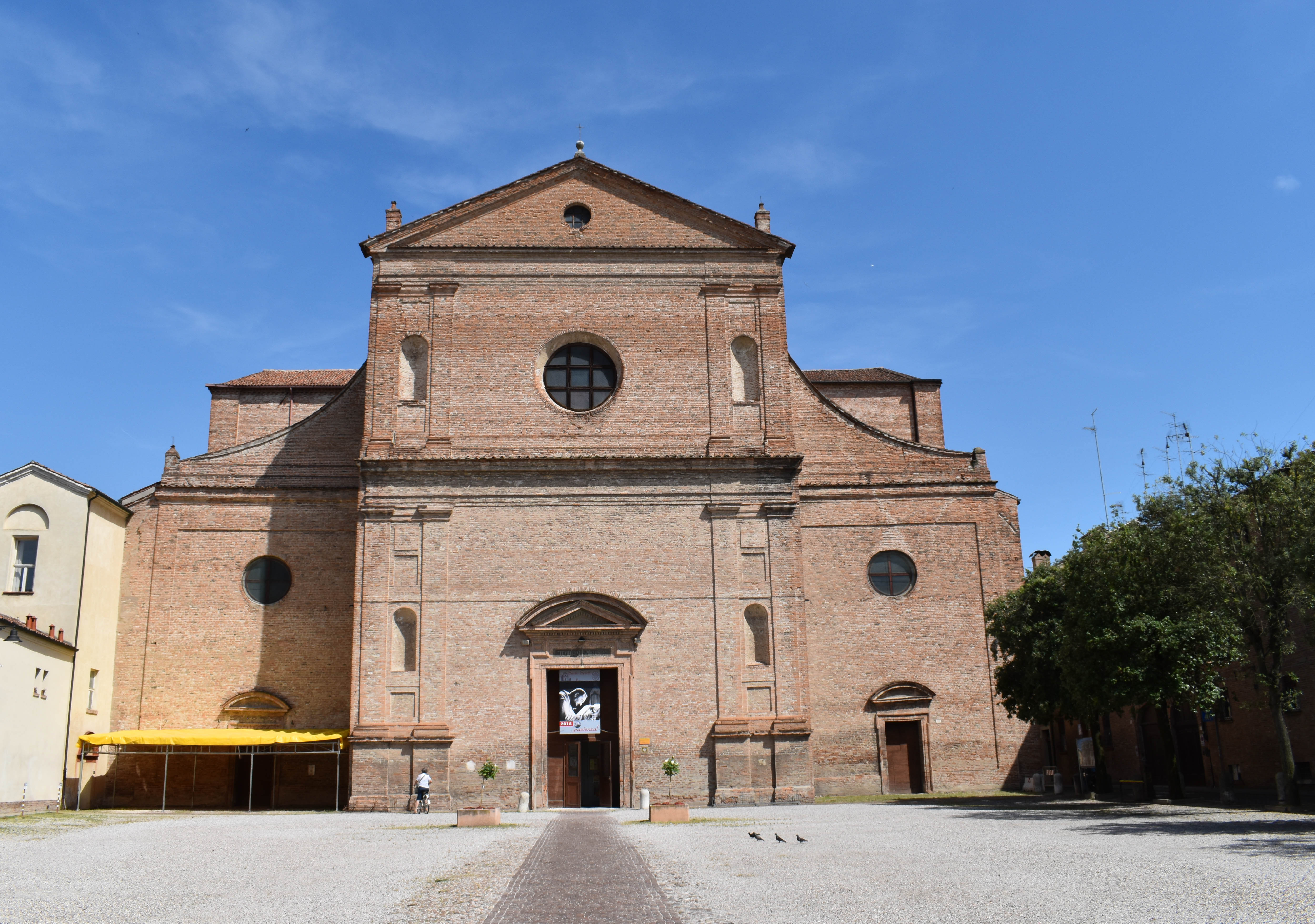
Chiesa di Santo Spirito

La via anticamente era chiamata Strada delle Porte Serrate o Strada delle Porte Murate, quando arrivava sino alla fine di via delle Vigne. Queste denominazioni erano legate a due vicoli che vi si affacciavano, il Cul di Sacco, dove poi si sarebbe aperto l'Istituto Guarini, e il Vicolo Quaglia. In seguito venne chiamata Strada di Santo Spirito, per l'omonima chiesa che vi fu edificata. La denominazione che ci è pervenuta risale ad una delibera del Consiglio Comunale del 7 febbraio 1860 per celebrare la vittoria riportata l'anno precedente dai franco-piemontesi sugli austriaci e che si combatté il 20 maggio 1859 a Montebello, pochi chilometri a est di Voghera.

## Storia
Sino al momento dell'Addizione Erculea del 1492, l'area sulla quale si trova la via era immediatamente a nord ed esterna all'allora cinta muraria estense. Durante il periodo degli Este vi sorsero numerosi luoghi di culto, tra questi, oltre a quelli che ci sono pervenuti, anche la chiesa di San Nicolò del Cortile, eretta nel 1204.

## Luoghi d'interesse
- Palazzo Varano Dotti. Palazzo del XVI secolo.[3]
- Palazzo Avogli Trotti. Palazzo del XVI secolo opera dell'architetto Alberto Schiatti.[4][5]
- Palazzo Calcagnini. Fu proprietà del Conte Giovanni Grosoli Pironi, nota personalità cattolica ferrarese. Vi nacque Luigi Filippo Tibertelli de Pisis che nel palazzo iniziò a dipingere. De Pisis vi ricevette gli amici Giorgio de Chirico e Alberto Savinio e abbandonò il palazzo quando traslocò a Roma, nel 1920.[6]
- Casa Monsignor Bovelli. Edificio storico risalente al XVI secolo.[7]
- Chiesa di Santa Monica. La chiesa di Santa Monica fu eretta nel 1515 per volontà di Alfonso I d'Este e della consorte Lucrezia Borgia che vollero dar seguito all'iniziativa di alcune monache che si erano staccate dal convento di Sant'Agostino. accanto alla chiesa venne costruito, solo due anni dopo, il monastero.[8] La chiesa fu consacrata dal vescovo di Comacchio Gillino Gillini il 13 luglio 1544. Nel 1796, in seguito alle soppressioni napoleoniche, il complesso fu chiuso e divenne di proprietà privata. Nel 1815 alcune monache vi tornarono brevemente e poi ancora sino al 1950, quando le carmelitane lasciarono definitivamente il convento.[2]
- Chiesa di San Matteo del Soccorso. La chiesa di San Matteo venne eretta nel 1580 per volontà di Lucrezia d'Este anche per l'ospizio destinate alle donne divise dai mariti. Fu oggetto di ampliamenti nel 1755 per volere del legato pontificio e cardinale Marcello Crescenzi. Divenne parrocchiale nel 1758 e vi rimase fino al 1870 quando fu soppressa.[2]
- Chiesa di Santo Spirito. Luogo di culto edificato nel 1519 in parte con materiali del convento dei Minori Osservanti di Quacchio. Il convento della chiesa fu ultimato nel 1642 coi resti della delizia estense di Belvedere fatta demolire da papa Clemente VIII nel 1601.[9][2]